# Nicolas de Cues
 (juillet 2012).
Nicolas Krebs (1401 - 11 août 1464), plus communément appelé Nicolas de Cues (en allemand Nikolaus von Kues), est un théologien, philosophe, humaniste, mathématicien et prélat allemand de la fin du Moyen Âge. Il est également connu sous les noms de Nicolas Chrypffs ou Cryfftz, Nicolas de Cusa, Nicolaus Cusanus ou encore Nicolas de Cuse ou le Cusain en raison de son lieu de naissance, Cues sur la Moselle.
Il fut cardinal, puis il devint vicaire temporel et ami du pape Pie II. Sur le plan théologique et ecclésial, « il s’efforça de concilier la primauté pontificale avec les thèses conciliaires et travailla à l’union de l’Église romaine avec les Églises orthodoxes » (Jean Delumeau, Ministère de la Culture et de la Communication).
Pour ce qui est des aspects philosophiques et scientifiques de son œuvre, « son nom retient surtout l’attention aujourd’hui en raison de son ouvrage De la docte ignorance (1440) qui passa inaperçu en son temps. Or y figuraient [pourtant] des conceptions astronomiques qui annonçaient, dès le milieu du XVe siècle la "nouvelle astronomie" », c'est-à-dire rien de moins que la révolution copernicienne du siècle suivant, et qui remettaient en question le thomisme dominant sur plusieurs points, tout en ne s'écartant point trop du dogme catholique. Sa cosmologie de nature essentiellement spéculative représente en effet l'une des premières grandes alternatives à la scolastique aristotélicienne, notamment sur la brûlante question de la finitude ou de l'infinité de l'univers. Sa théorie de la connaissance a durablement influencé la philosophie des sciences (Giordano Bruno, Descartes…) et l'astronomie théorique (Copernic, Kepler, Galilée…). Pour Ernst Cassirer, la docte ignorance constitue l'une des premières formulations de l'épistémologie moderne.

## Biographie
Nicolas Chrypffs (ou Krebs : écrevisse, crabe) est né à Cues en 1401 dans le territoire du Westrich. Il est le fils d'un riche batelier du nom de Jean Chrypffs et de Catherine Roemer. Protégé du comte Ulrich de Mandersheid, il reçoit une éducation soignée : sans doute envoyé d'abord à Deventer, chez les frères de la vie commune, il étudie ensuite brièvement à Heidelberg (1416-1417), puis plus longuement à Padoue, où il approfondit ses connaissances en philosophie, jurisprudence et mathématiques. Docteur en droit en 1423, il revient ensuite à Cologne (1425), où il étudie la théologie, sous la direction d'Heymeric de Campo (van de Velde), qui l'initie à Raymond Lulle et Albert le Grand. Il fait à cette époque des recherches érudites de manuscrits rares ou non diffusés (Paris, 1428). Il travaille en même temps, en qualité de juriste et de secrétaire au service de l'archevêque-électeur de Trèves, Othon de Ziegenhain.
À la mort de ce dernier (13 février 1430), il soutient la candidature de son protecteur Ulrich de Manderscheid (alors doyen du chapitre de Cologne et archidiacre de Trèves), au poste d'archevêque-électeur. Mais les électeurs se déchirent, une partie préférant Jacques de Sierck. Devant une situation bloquée au niveau local, le pape intervient en nommant un troisième homme, Raban de Helmstatt. Ulrich de Manderscheid, qui est convaincu de s'imposer bientôt au plan local sur Jacques de Sierck, s'estime lésé par cette intervention. Aussi cherche-t-il un soutien contre le pape chez les Pères du Concile de Bâle (1431-1449). Nicolas de Cues, qui le représente, arrive en 1432 au concile, dont les travaux sont dirigés par Giuliano Cesarini. Sa place est alors évidemment dans le camp des partisans du conciliarisme contre les tenants de la primauté du pape, sur la question de savoir qui détient l'autorité suprême dans l’Église catholique. Ce débat prend place dans le contexte des suites de la résolution dramatique du Grand Schisme d'Occident au concile de Constance (1414-1418) pour tenter de mettre fin au conflit entre papes de Rome et « antipapes » d'Avignon ou de Pise, ainsi qu'entre la papauté et les souverains de l'époque. Contexte marqué aussi par les prémices du protestantisme et leur répression, avec les croisades contre les hussites (1420-1434), et les supplices de Jan Hus (1415) et de Jérôme de Prague (1416) au concile de Constance. D'ailleurs, les efforts de Nicolas de Cues en faveur de son protecteur se soldent par un échec en 1434.
Mais en 1437 a lieu l'événement décisif de la vie de Nicolas : il se range finalement du côté du pape de Rome Eugène IV, lorsque celui-ci décide de créer un "contre-concile" à Ferrare (puis Florence) pour réaffirmer son autorité, cependant que les Bâlois créent de leur côté un autre "anti-pape" (Félix V). Nicolas de Cues se met désormais sous la protection du légat pontifical, Cesarini, qu'il a probablement connu à Padoue comme professeur de droit canon. Et il fait partie, en 1437, de l'ambassade chargée par le pape Eugène IV d'inviter l'empereur byzantin Jean VIII Paléologue et le patriarche de Constantinople à prendre parti pour le concile de Ferrare et non celui de Bâle. Les Grecs, qui ont en tête de se réunir avec l'Église catholique pour obtenir son soutien contre les Turcs, choisissent le parti de la centralisation pontificale contre celui de la dispersion conciliaire.
Nicolas de Cues ne demeure toutefois pas à Ferrare : il est en effet envoyé en Allemagne pour rallier les princes et les ecclésiastiques allemands à la cause du pape. Ses talents de diplomate font alors merveille, et lui valent son surnom d'« Hercule des Eugéniens », tant il met de force de conviction dans la défense d'Eugène IV. Sa mission était cependant ardue. Elle lui vaut l'hostilité de nombreux ecclésiastiques allemands, à commencer par Jean Wenck de Herrenberg, un universitaire de Heidelberg, qui l'attaque dans son De ignota litteratura (L'ignorance des Lettres). Plus tard, au début des années 1450, le chartreux Vincent d'Aggsbach essaie encore de convaincre les moines bénédictins de l'abbaye de Tegernsee, près de Munich, que la pensée cusaine ruine la véritable théologie mystique, qu'il conçoit beaucoup moins spéculative. En plus des lettres qu'il a adressées aux moines de Tegernsee, le Cusain nous a laissé, de cette période, le Traité sur la Vision de Dieu (Le Tableau) de 1453.
En récompense de tous ses efforts, Cues est nommé cardinal-prêtre de la basilique Saint-Pierre-aux-Liens à Rome en 1448, puis Prince-évêque de Brixen (Bressanone) en 1450. Envoyé de nouveau comme légat apostolique en Allemagne, pour prêcher cette fois-ci l'année jubilaire, il rentre finalement dans son diocèse en 1452. Il y rencontre l'hostilité de l'archiduc Sigismond d'Autriche, qui soutient des moniales de Sonnenburg, révoltées contre les velléités réformatrices de leur évêque.
Défait, Nicolas cherche refuge au château de Buchenstein (Andraz) (1458). C'est là qu'il reçoit la nouvelle de sa nomination à Rome comme vicaire général du pape « humaniste » Pie II (Eneas Silvio Piccolomini). On le charge de proposer des mesures générales en vue de la réforme de l’Église, mais il rencontre derechef une vive opposition au sein de la Curie.

« Nicolas de Cues, le fils certainement le plus célèbre de la Moyenne Moselle, meurt en 1464 dans la ville épiscopale ombrienne de Todi ».

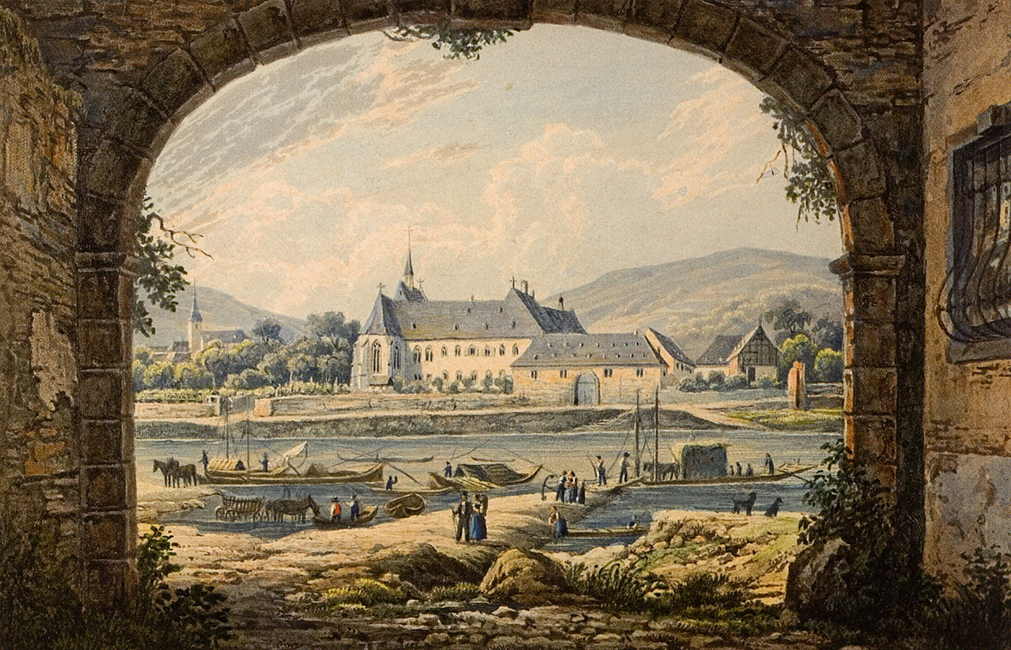
Le Monastère du Cusain et l'hôpital Saint-Nicolas à Bernkastel-Kues. Gravure colorée en aquarelle à la main, par F. Hegi après Karl Bodmer (Coblence, 1831).

En 1458, il avait aussi publié les statuts de l'« hôpital des pauvres » (hospitale pauperum), connu depuis comme hôpital Saint-Nicolas (de), qu'il venait de fonder dans sa ville natale et dont il fit don à Bernkastel-Kues pour loger et entretenir des vieillards nécessiteux. L'établissement ouvrit en 1465, peu après la mort, donc, de son commanditaire. « Le bâtiment de style gothique tardif érigé sur le modèle monastique est encore aujourd'hui un établissement pour personnes âgées ». En plus de cette vocation d'hospice liée à son statut de Cusanus Foundation  (« Fondation du Cusain »), l'édifice a conservé pour partie son caractère religieux, mais il a en plus aujourd'hui une orientation muséale, car il abrite l'exceptionnelle bibliothèque de son fondateur. En effet,

« l'hospice abrite le véritable trésor que constitue la bibliothèque de Nicolas de Cues. Elle est considérée comme l'une des bibliothèques privées les plus précieuses au monde, car toute la richesse des manuscrits et des incunables (datant du IXe siècle au XVe siècle) que possédait le grand humaniste y est préservée. Tous les domaines de connaissances sont représentés : philosophie, théologie, mysticisme, droit ecclésiastique et laïc, géographie et histoire, médecine, mathématiques et astronomie ».

Dans le sanctuaire de la chapelle, sous une plaque de laiton, le cœur du fondateur repose dans une capsule de plomb. Mais sa dépouille a été inhumée dans la basilique Saint-Pierre-aux-Liens (en italien : Basilica San Pietro in Vincoli), à Rome.

## La philosophie
Esprit œcuménique et conciliant, Nicolas de Cues marque la fin du Moyen Âge, et annonce les prémices de la Renaissance.
Il commence par se rendre célèbre en étant le premier à oser remettre en cause l'authenticité de la Donation de Constantin (La Concordance catholique, l. III, chap. 2, n. 294-298, 1433). Il sera suivi sur cette voie par Lorenzo Valla huit ans plus tard (Sur la donation de Constantin, à lui faussement attribuée et mensongère, 1441).

### Une avancée vers l'Infini
Lecteur assidu de Raymond Lulle (1232-1315), il élabore une méthode intellectuelle pour essayer de penser l'Infini ou Maximum. Selon lui, en passant à la limite, la raison est obligée de changer de régime, en passant du principe de non-contradiction à celui de la « coïncidence des opposés ». Un polygone inscrit dans un cercle finit par exemple par devenir le cercle lui-même, et donc une figure sans côté (un non-polygone), à mesure que le nombre de côtés augmente.

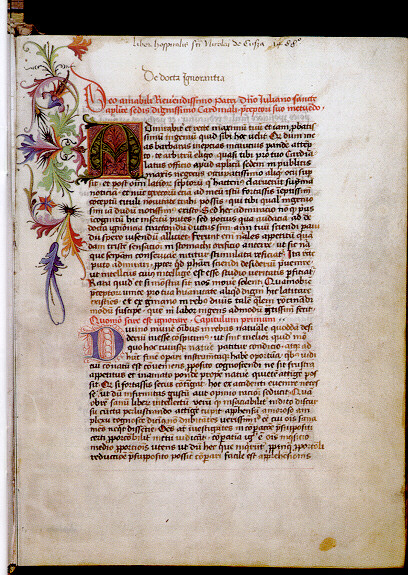
Première page d'un manuscrit du De docta ignorantia, une des œuvres maîtresses de Nicolas de Cues, folio 1r, codex 218 (XVe siècle) de la Bibliothèque de l'hôpital Saint-Nicolas à Bernkastel-Kues.

Cette recherche de Nicolas de Cues pour tenter de penser l'Infini de la nature divine appliqué à l'univers l'amènera donc à poursuivre l'investigation sur le plan mathématique en tentant de résoudre le problème de la quadrature du cercle (voir ci-dessous la section consacrée aux mathématiques). Cette recherche s'inscrit aussi dans une double tradition de la pensée chrétienne : celle de la Théologie négative, ainsi que celle du long processus qui consiste à concilier la pensée grecque (et son aversion pour l’in-fini) avec le monothéisme judéo-chrétien (et sa volonté d’appréhender l’absolu hors toute mesure humaine). Il s'agit notamment de rendre compatible le dogme catholique concernant la nature trinitaire du divin et ses attributs d'infinité, d'éternité incréée, avec la distinction conceptuelle d'Aristote entre « "l'infini en acte", effectif et concret, qui ne peut se réaliser dans la nature, et "l'infini en puissance", celui que peuvent imaginer les hommes, le seul à exister », mais seulement en tant que concept abstrait et potentialité. Le problème pour la pensée chrétienne est alors que pour elle Dieu n'est pas seulement un infini conceptuel et potentiel, mais qu'il est aussi, en tant qu'éternel et créateur de toutes choses, un infini en acte, qui existe réellement et dont tous les étants procèdent. Dans cette tentative de concilier la pensée chrétienne avec l'aristotélisme, Nicolas de Cues a été précédé entre autres par Jean Damascène (676-749), Thomas d'Aquin (1225-1274), et Nicolas Oresme (1323-1382), eux-mêmes précédés par des penseurs de l'antiquité latine tardive comme Marius Victorinus (290-364) et Boèce (480-524).
Mais il est allé plus loin qu'eux. Déjà avec Thomas d'Aquin l’infini pouvait admettre la perfection en Dieu seul : première rupture, donc, ou conciliation avec l'in-fini selon Aristote, qui était pour lui nécessairement imparfait de par son inachèvement. « Mais cette réévaluation de l’infini ne vaut que pour Dieu. C’est uniquement un infini théologique. Le monde, lui, reste fini et l’espace demeure nécessairement limité », explique Jean-Marie Nicolle. L'univers, en tant que Création, est fini, car rien qui ne soit parfait et achevé ne peut émaner de Dieu qui est la Perfection même.

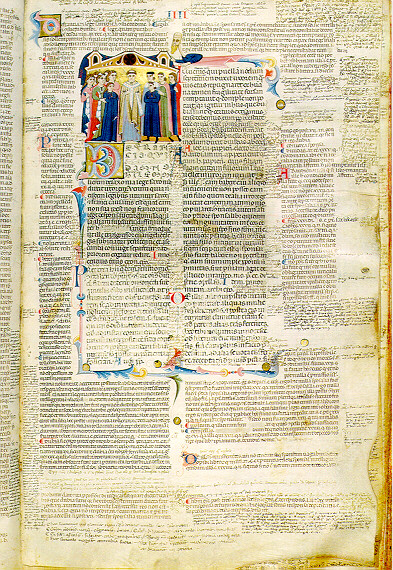
Un des précieux manuscrits de la bibliothèque de Nicolas de Cues : Decretales cum Glossa (décrétales du pape Gregoire IX avec commentaires), Hôpital Saint-Nicolas à Bernkastel-Kues, codex 231, folio 182r, / XIVe siècle.

C'est d'ailleurs cette vision aristotélicienne restrictive de l’infini révisée par l’exception du thomisme qui enverra au bûcher en 1600 Giordano Bruno, lequel avait poursuivi la réflexion de Nicolas de Cues sur l'infini bien plus loin que l’"arrêt" de Thomas d’Aquin. Car pour les inquisiteurs, dire comme Bruno que l'Univers est infini (et constitué d'une infinité de mondes finis chantant tous la gloire de Dieu présent partout) est en fait un blasphème qui confondrait le Créateur avec sa création (en un panenthéisme à la limite du panthéisme, soit une hétérodoxie qui annonce Spinoza). Pour le dogme catholique de l'époque inspiré par Thomas d'Aquin, en Dieu seul donc peuvent se conjuguer infini en acte et perfection absolue (car pour Thomas et pour l'Inquisition, l'infinité réelle, incréée et transcendante de Dieu, comme son rapport à l'immanence de Sa création, est un mystère et un paradoxe dont Aristote lui-même ne pouvait avoir connaissance ni prescience, n'en ayant pas reçu la Révélation). Et Sa création, qui lui est subordonnée, ne saurait être in-finie donc inachevée c'est-à-dire imparfaite, ce qui serait faire insulte à la toute-puissance et à la perfection de Dieu. Alors que pour Bruno c'est l'inverse : « affirmer que l'infinité divine a créé un monde fini [donc limité] reviendrait à dire que Dieu est avare de sa toute-puissance » (Jean-Marie Nicolle). Selon Bruno, son idée d'un Dieu universel dont l'Omniprésence se déploie dans l'infinité d'une création à sa démesure et magnifiant sa transcendance surplombante, englobante, « ne peut que renforcer la religion catholique. Son refus de se rétracter, ces accusations de blasphème, et sa pratique des arts divinatoires, lui vaudront une condamnation sans appel. Le 17 février 1600, [en cette aube blafarde du XVIIe siècle], Giordano Bruno est livré aux flammes sur le Campo de' Fiori… la langue clouée pour le réduire au silence ».
Pour Jean-Marie Nicolle toujours, Nicolas de Cues quant à lui est encore bien en deçà de telles extrémités, et il ne s'aventure que prudemment à peine un pas plus loin que l'orthodoxie catholique de son temps. Néanmoins,

« Le Cusain est le premier [précédant donc Bruno dans cette conjecture et annonçant même Descartes] à rapprocher la cosmologie et la théologie. Il transpose en quelque sorte à l’Univers l’image d’une sphère infinie et considère que l’infinité de Dieu est une infinité en acte, par opposition à celle de l’Univers qui est une infinité par défaut ».

Infinité de l'univers par défaut, certes, mais une infinité quand même : c’est donc la première irruption concrète et explicite de l’infini, quoique timide, dans un monde encore caractérisé par ses limites (l’infini de Dieu est "concave", contenant, quand celui de l’univers en tant que « sphère infinie » est "convexe", contenu).

### De l'Être du Créateur à celui de sa création
De manière générale, il importe peu pour Nicolas de Cues de savoir si Dieu doit être pensé comme Forme ou Matière, Acte ou Puissance : tous ces termes conviennent, pourvu qu'on les considère comme des conjectures initiales à dépasser. Que l'on choisisse de penser l'être comme actus essendi (« l’acte d’être » de Thomas d'Aquin, ou « l'être en acte ») ou comme forma essendi (« la forme d’être »), il demeure que, comme Anselme de Cantorbéry (1033-1109) l'a appris au Cusain, la pensée doit procéder à un double dépassement : du concept fini à ce qu'on peut concevoir de plus grand ; puis du concept du maximum à ce qui est plus grand que ce qu'on peut concevoir. Dieu n'est pas n'importe quel acte ou forme, c'est l'acte et la forme les plus grands ; c'est le Premier Moteur et la Cause en acte d'Aristote, c'est l'actus purus  (« l’activité pure ») selon Hegel commentant les scolastiques ; et il est si grand qu'il excède même l'acte et la forme.

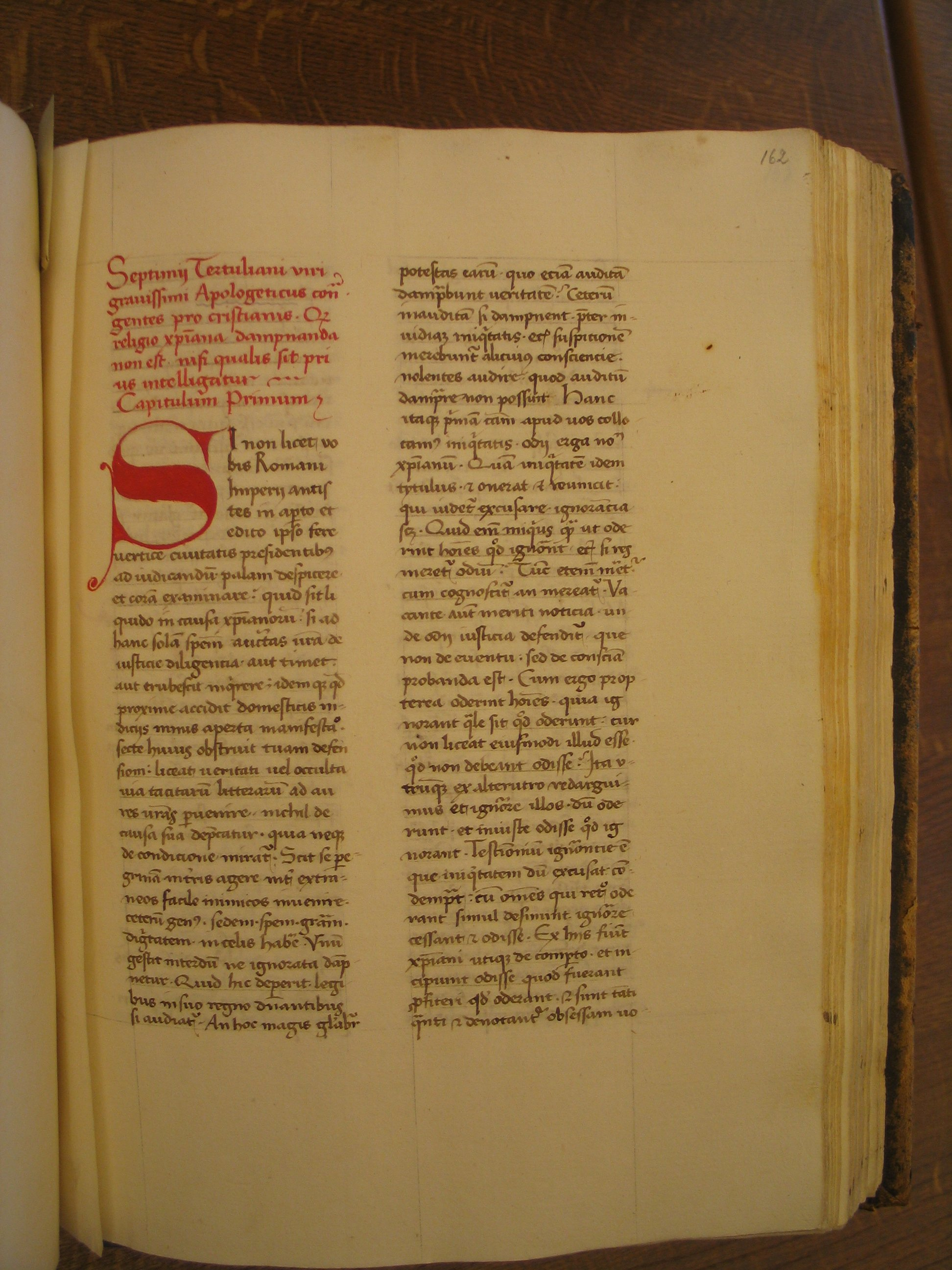
Un autre précieux manuscrit de la bibliothèque de Nicolas de Cues : L'Apologétique de Tertullien, début du premier chapitre, Hôpital Saint-Nicolas à Bernkastel-Kues, codex 42, folio 162r.

En effet, le philosophe français Hervé Pasqua, dont l'objet d'études se concentre sur le Néoplatonisme et sur le rapport entre l'Un (le principe premier dont toute chose existante dérive, chez Plotin) et l'Être, résume ainsi l'itinéraire spéculatif du Cusain (plutôt néoplatonicien) dans la suite de Thomas d'Aquin (plutôt aristotélicien), mais aussi en opposition à lui :

« L’unité [de l'Un] résulte d’un mouvement infini, d’une conversion : unitas, aequalitas, connexio [traduits rapidement par "unité", "égalité", "connexion", et reliés à la Trinité du Père, du Fils-Verbe, de l'Esprit]. L’unité comme résultat n’est pas l’Un neutre et immédiat, l’unitas initiale, mais l’Un médiatisé qui s’est égalisé sans se diviser en s’actuant comme relation infinie à soi. L’Un vit de sa propre histoire a priori. Il se réfléchit sans être. Nous comparons cette pensée cusaine de l’Unum in se ["l'Un-en-soi"] à celle, thomiste, de l’Esse per se subsistens ["l'Être par soi-même subsistant") qui ne se précède pas à lui-même dans son acte d’être, qui est unique et immédiat, immuable, infini, éternel, parce qu’il est. Il n’est pas parce qu’il est un, il est un parce qu’il est. ».

La manière de penser la création est elle aussi originale chez Nicolas de Cues, puisqu'il pense celle-ci, dans le deuxième livre de la Docte ignorance, comme une contraction de l'Être divin, qui fait entrer du vide dans l'être, ce qui permet la diversité des étants. Cette conception est très proche de la notion juive de tsim-tsoum développée un siècle plus tard dans la kabbale lourianique.
Esprit curieux et rigoureux, sa bibliothèque a été conservée à Bernkastel-Kues. Elle offre en particulier les meilleures copies de certaines œuvres latines du dominicain Maître Eckhart, dont il s'est partiellement inspiré sur certains points de doctrine touchant à la vie mystique (codex cusanus 21, de 1444), et à la théologie négative.

## L'astronomie
Nicolas de Cues rompt avec la distinction aristotélicienne entre les mondes supra-lunaire et sub-lunaire, en appliquant à la « machine du monde » l'image de la sphère infinie dont le centre est partout, la circonférence nulle part. Cette image, dont l'origine remonte aux écrits hermétiques (Livre des XXIV philosophes, proposition II, datant peut-être du IVe siècle), reçut son expression classique à la fin du XIIe siècle, en particulier chez Alain de Lille (1116-1202), dans ses Règles de Théologie, où elle était appliquée exclusivement à Dieu : « Dieu est la sphère intelligible… ». Nicolas de Cues accepte cette image symbolique (qui sera reprise par le Pascal des Pensées et bien d'autres), image qu'il applique d'ailleurs aussi à Dieu ; mais son originalité est de l'utiliser aussi à propos de l'univers, quitte à bouleverser la cosmologie traditionnelle et ainsi continue le pas menant à la révolution copernicienne. Cette avancée décisive est bien résumée dans cette phrase empruntée au second livre de son traité De la docte ignorance (1440), au titre emblématique de sa volonté d’union des contraires ou, comme il dit, de « coïncidence des opposés » :

« Donc la machine du monde aura, pour ainsi dire, son centre partout et sa circonférence nulle part, parce que Dieu [Lui-même] est sa circonférence et son centre, lui qui est tout à la fois partout et nulle part (Nicolas de Cues). »

En revanche, il n'admet pas l'existence d'un infiniment petit. « Pour lui, les nombres commencent à 1. Il n'y a même pas de zéro ! On a découvert une comptabilité qu'il a tenue. Il explique le bon équilibre des recettes et des dépenses comme une "absence de différence" et non comme un solde zéro entre les deux » (Jean-Marie Nicolle).

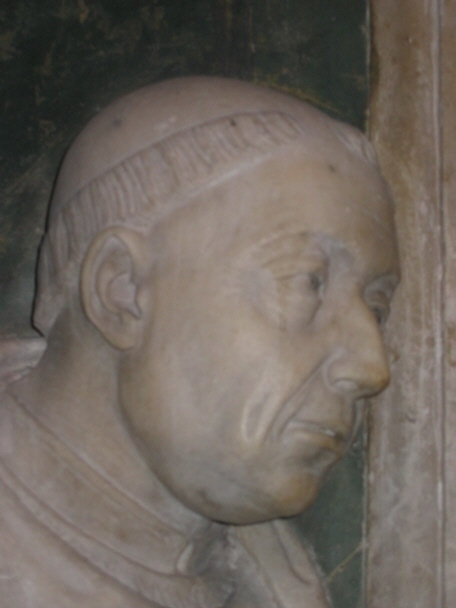
Nicolas de Cues dans la Basilique Saint-Pierre-aux-Liens (en italien : Basilica San Pietro in Vincoli), à Rome.

Alors qu'il est l'un des premiers à envisager l'infini dans le réel cosmique, il semble donc que Nicolas de Cues ait en revanche été rétif au concept d'ensemble vide et du zéro comme nombre avec lequel opérer ; pourtant cette notion héritée de l'Inde via les mathématiciens arabes commençait déjà à se répandre à son époque en tant que concept, à défaut d'être généralisée dans la vie courante. Les chiffres indo-arabes avaient déjà été importés en Europe depuis quatre siècles par le futur pape Sylvestre II (ou Gerbert d'Aurillac, sous la forme de « l'abaque de Gerbert »), sans grand succès. Mais les travaux notamment de Leonardo Fibonacci, ainsi que ceux de Nicole Oresme à propos des suites mathématiques (qui lient d'ailleurs étroitement zéro avec l'infini) précédaient pourtant largement Nicolas de Cues, et il en avait probablement connaissance. D'une certaine manière, l'expression « centre partout et circonférence nulle part » implique d'ailleurs le zéro en tant que concept sous-jacent.
Toujours est-il que, sans être à proprement parler infini, l'univers est pour Nicolas de Cues sans limite finie, il est donc indéfini ou « indéterminé » (sans terme assignable). Il reprend en cela les déductions déjà faites par Nicole Oresme au siècle précédent, pour qui : « il est nécessaire qu’existe un espace infini pour que Dieu puisse éventuellement y placer un être. Cet espace, c’est l’immensité même de Dieu » (Jean-Marie Nicolle).
Comme l'univers est indéfiniment grand, Nicolas de Cues considère que la terre ne peut plus en être le centre :
« Bien que le monde ne soit pas infini, il ne peut cependant pas être conçu comme fini, puisqu'il lui manque les termes entre lesquels il serait enclos. Par conséquent, la terre, qui ne peut pas en être le centre, ne peut pas être privée de tout mouvement. En effet, il est nécessaire qu'elle soit mue de façon telle qu'elle soit mue infiniment moins. Comme donc la terre n'est pas le centre du monde, de même la sphère des fixes n'en est pas la circonférence, bien que, si l'on compare la terre au ciel, la terre paraît plus proche du centre et le ciel de la circonférence. »
Il confirme que, comme tous les astres, la terre n'est pas fixe mais en mouvement :
« Il résulte de tout cela que la terre se meut. Et puisque du mouvement des comètes, de l'air et du feu, nous savons que les éléments se meuvent, et que la lune [se meut] de l'Orient à l'Occident, moins [vite] que Mercure ou Vénus ou le soleil et ainsi de suite, il s'ensuit que la terre se meut moins que tout le reste, et cependant elle ne décrit pas, comme une étoile, un cercle minimum autour du centre ou du pôle, pas plus que la huitième sphère ne décrit un [cercle] maximum comme on vient de le démontrer. »
Le Cusain prend ainsi part à ce mouvement de transition entre le Cosmos clos de l'Antiquité et l'Univers infini de l'époque moderne. Giordano Bruno, lecteur de Nicolas de Cues, s'inspirera de ses propositions pour sa théorie concernant l'infinité de l'univers ; René Descartes reconnaîtra dans sa correspondance l'originalité de sa pensée. Toutefois, la cosmologie présentée par Nicolas de Cues ne peut ni ne veut être parfaitement mathématisée. Cette insistance sur l'« imperfection » naturelle le distingue, sur ce point, clairement de ses successeurs, comme Copernic et Galilée ; peut-être est-ce un ultime vestige de la vision sub-lunaire d'Aristote, pour qui la physique ne pouvait être réduite en aucun cas aux mathématiques, du fait de l’individualité concrète des corps matériels.

## Les mathématiques

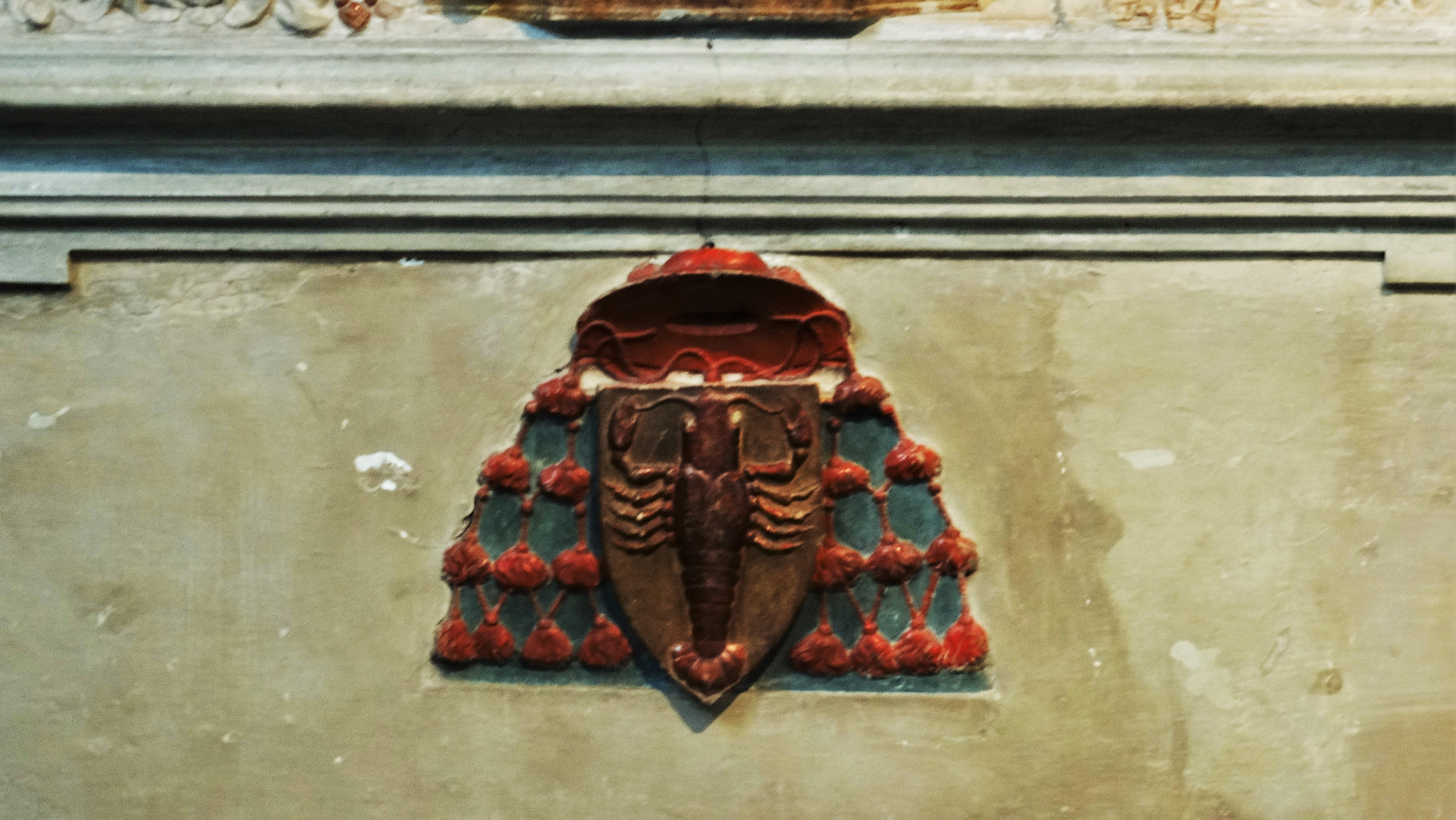
Armoiries de Nicolas de Cues sur sa tombe dans la Basilique Saint-Pierre-aux-Liens à Rome. À noter que l'emblème du homard ou écrevisse pourpre qu'on y voit (qui fait allusion à son patronyme : Chrypffs, Cryfftz ou Krebs, et qui est surmonté du chapeau de cardinal ou "Galero"), se retrouve aujourd'hui dans les Armoiries de Bernkastel-Kues, sa ville natale.

Cherchant à démontrer la puissance de son principe appelé "la coïncidence des opposés", le Cusain s'est lancé dans une recherche mathématique, pour résoudre le problème de la quadrature du cercle, rédigeant de 1445 à 1459 une douzaine de traités sur la question. Au Moyen Âge, ce problème revêt une très forte symbolique religieuse : c'est un exercice spirituel figurant le passage du terrestre (le carré) au céleste (le cercle). Or on sait aujourd'hui que ce problème est insoluble du fait de la transcendance du nombre π et la démonstration en a été faite en 1882 par Ferdinand von Lindemann.
La quête mathématique de Nicolas de Cues était donc vouée à l’échec : bien qu'il croie avoir trouvé la solution, il essaie en vain plusieurs méthodes jusqu'à recourir à la "visio intellectualis", sorte d'intuition visuelle qui ne démontre rien. Sauf dans son De transmutationibus geometricis, ses propositions reviennent à une évaluation de π en dehors de l'encadrement d'Archimède.
Voulant utiliser les mathématiques comme propédeutiques à la formation des théologiens, il est victime de préjugés métaphysiques hérités du néoplatonisme, comme la confusion entre l'égalité et l'identité, le privilège donné à la ligne droite sur les lignes courbes, la croyance dans l'ordre proportionnel des choses. Les mathématiciens de son temps étaient plus avancés, et Regiomontanus ne s'est pas privé de se moquer des mathématiques du Cusain.

## La théologie
Sous une apparence conservatrice, Nicolas de Cues laisse une empreinte ambiguë dans l'histoire de l'Église : défenseur acharné de la cause pontificale, l'« Hercule des Eugéniens » (surnommé ainsi parce qu'il a défendu la cause du pape Eugène IV avec la force d'Hercule) est aussi célèbre pour avoir inspiré la pensée de nombre de novateurs postérieurs.
Refusant d'associer une quatrième personne à la Trinité (qui serait le Christ ressuscité aux côtés du Père, du Verbe et de l’Esprit), il défend le dogme de l'union hypostatique : le Christ ne doit pas le fait d'être « un homme » à une subsistance humaine, mais au Verbe. Alors, en Christ, l'humanité est unie personnellement à l'Être maximal, à l'Infini. Jésus existe ainsi en tant que personne dès l'origine, sans attendre les étapes du développement progressif de l'embryon. Il est de ce fait « minimus homo » (sermon 17). Il est cependant aussi « maximus homo », homme parfait possédant au plus haut degré les vertus humaines. Minimum et maximum coïncident là aussi.

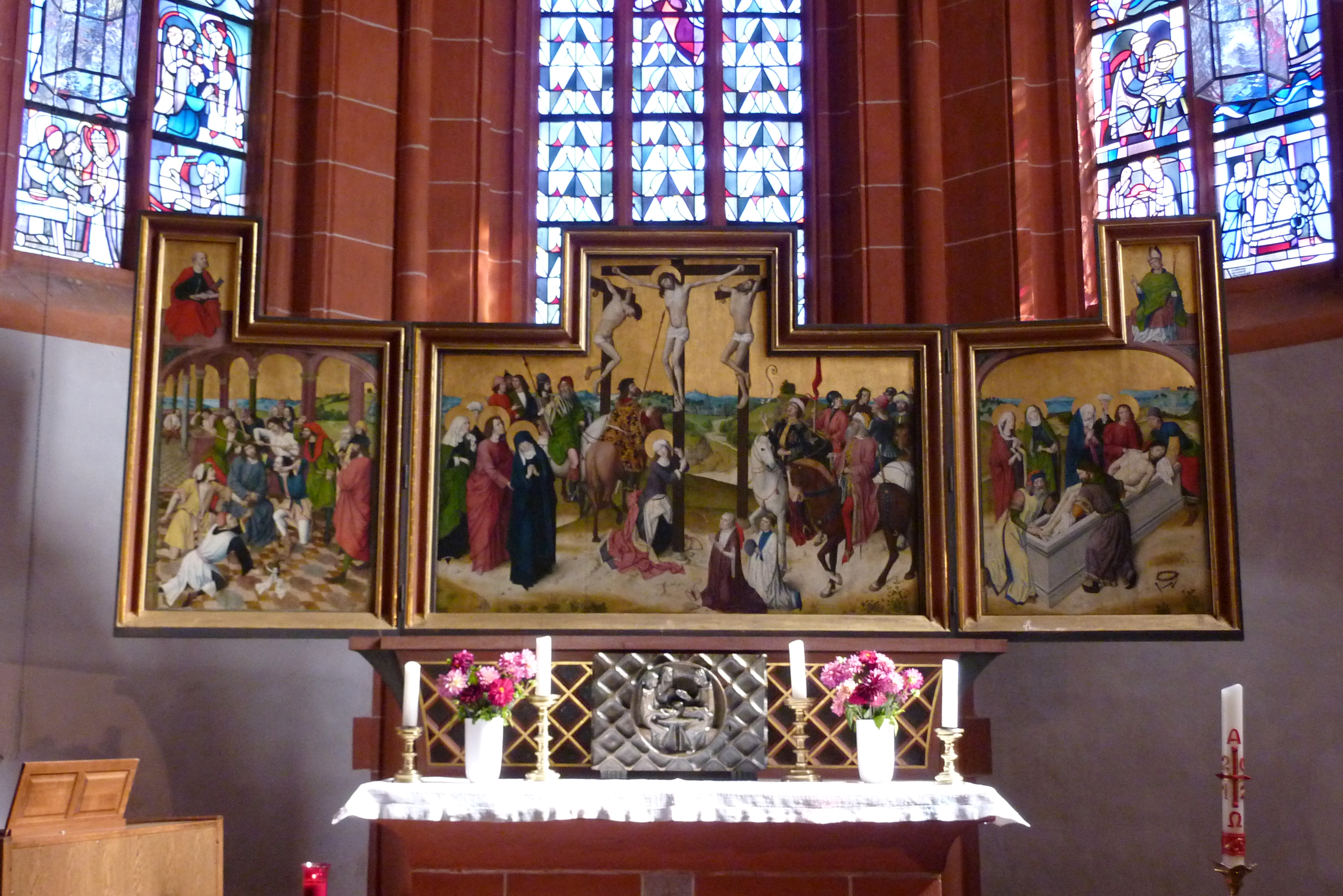
Retable du maître-autel de la chapelle de l'hôpital Saint-Nicolas à Bernkastel-Kues dans le district de Bernkastel-Wittlich en (Rhénanie-Palatinat) : triptyque de la Passion, attribué au Maître de la Vie de Marie de Cologne (actif de 1460 à 1485). Nicolas de Cues est représenté en prière à genoux au pied de la Croix et juste à droite, au premier plan (vue d'ensemble en contexte, dont détail ci-dessus).

Cette union hypostatique rend possible l'échange des propriétés essentielles que l'on appelle « communication des idiomes » en théologie, l'interaction entre les deux natures divine et humaine en la personne du Christ. Cette interaction, indissociable des mystères de l'Incarnation et de la Trinité, notamment de « la conception de l’"Un unitrine" de Nicolas de Cues [qui] fait de l’unité de l’Un un résultat », permet d'assumer la plénitude de leurs conséquences dans la fusion de l'humain et du divin. Alors, dans la Crucifixion, Dieu accède à la connaissance de la mortalité, et l'humanité accède à l'immortalité et à l'ubiquité. Cette manière de penser la Croix retiendra l'attention de l'évangélique français Lefèvre d'Etaples, qui édite les œuvres du Cusain en 1514.

### Œuvres originales de Nicolas de Cues
- De maioritate auctoritatis sacrorum conciliorum supra auctoritatem papae, 1433.
- De concordantia catholica (La Concordance catholique), 1433/34.
- Reparatio calendarii (La réforme du calendrier), 1436.
- De docta ignorantia (De la docte ignorance), 1440.
- De coniecturis (Les Conjectures), env. 1441/42.
- Epistola ad Rodericum Sancium de Arevalo (Lettre à Rodrigue Sanchez), 1442.
- De deo abscondito (Le Dieu caché), 1444/45.
- De quaerendo deum (Chercher Dieu, La recherche de Dieu), 1445.
- De filiatione dei (La Filiation de Dieu), 1445.
- De transmutationibus geometricis (Des transmutations géométriques) 1445.
- De dato patris luminum (Le don du Père des Lumières), 1446.
- De Genesi (La Genèse), 1447.
- Apologia doctae ignorantiae (Apologie de la Docte ignorance), 1449.
- Autobiographia (Autobiographie), 1449.
- Idiota de sapientia (Le Profane, L'Idiot. Sur la sagesse), 1450.
- Idiota de mente (Le Profane, L'Idiot. Sur l'esprit), 1450.
- Idiota de staticis experimentis (Le Profane, L'Idiot. Sur les expériences pondérales), 1450.
- De arithmeticis complementis (Des compléments arithmétiques), 1450
- De circuli quadratura (De la quadrature du cercle), 12 juillet 1450
- De quadratura circuli (De la quadrature du cercle), 1450
- Conjectura de novissimis diebus (Conjecture touchant les derniers temps) - 1452. - Le texte complet en français libre de droit :
- De pace fidei (La Paix de la foi), 1453.
- De icona. De visione Dei (Le Tableau ou la Vision de Dieu), 1453.
- Complementum theologicum (Complément théologique), 1453.
- De mathematicis complementis (Les Compléments mathématiques), 1453/54.
- Declaratio rectilineationis curvae (Démonstration de la rectification des courbes), 1454 ?
- De una recti curvique mensura (D'une mesure du droit et du courbe), 1454 ?
- De sinibus et chordis (Des sinus et des cordes), 1457.
- De caesarea circuli quadratura (De la quadrature du cercle césaréenne), 1457.
- De beryllo (Le Béryl), 1458[28].
- De mathematica perfectione (La Perfection mathématique), 1458.
- De aequalitate (L'Égalité), 1459.
- De principio (Le Principe), 1459.
- De mathematicis aurea propositio (De la proposition d'or dans les mathématiques), 1459.
- Trialogus de possest (Dialogue à trois sur le pouvest), 1460.
- Reformatio generalis (Projet de Réforme générale), env. 1460.
- Cribratio Alkorani (Le Coran passé au crible, Le Coran tamisé), 1460/61.
- Directio speculantis, seu De non aliud (Le Non-Autre), 1462.
- Commentatio de notione creandi (fragmentum ca. 1462.
- De venatione sapientiae (La Chasse de la Sagesse), 1463.
- De ludo globi (Le Jeu de la boule), 1463.
- Compendium (Abrégé, Résumé), 1463.
- De apice theoriae (La Pointe de la théorie, La Cime de la contemplation), 1464.
- Sermones (Sermons, Homélies)

### Éditions
- Opera, Strasbourg, Martin Flach l'Ancien, 1488; réimpr. 1528.
- Ulrich Pinder, Speculum intellectuale felicitatis humane. Compendium breve de bone valitudinis cura, quod est Regimen sanitatis, Nüremberg, 1510. Recueil de morceaux choisis du Cusain.
- Opera, ss dir. Lefèvre d'Etaples, Paris, Josse Bade, 1514 ; réédité par Henri Petrus, Bâle, 1565
- Opera omnia, éd. de l'Académie de Heidelberg, Leipzig, Meiner, 1932 et suiv.

### Textes traduits en français
- La Conjecture des derniers jours ; tr. François Bohier, Paris, 1562
- De la vision de Dieu ; tr. Golefer, Paris, 1630
- De la docte ignorance ; tr. Louis Moulinier, Paris, Alcan, coll. « Textes et traductions pour servir à l'histoire de la pensée moderne », 1930
- Œuvres choisies ; tr. Gandillac, Paris, Aubier, 1942
- La Paix de la foi ; intr. de Jacques Doyon et Joseph Tchao, tr. Roland Galibois et Maurice de Gandillac, Sherbrooke, Université de Sherbrooke - Paris, Vrin, coll. « Publications du Centre d'études de la Renaissance [de l'Université de Sherbrooke] » no 4, 1977  (ISBN 2-7116-9247-7)
- La Concordance catholique ; intr. de Jacques Doyon et Joseph Tchao, tr. Roland Galibois et Maurice de Gandillac, Sherbrooke, Université de Sherbrooke - Paris, Vrin, coll. « Publications du Centre d'études de la Renaissance [de l'Université de Sherbrooke » no 5, 1977  (ISBN 2-7116-9246-9)
- Lettres aux moines de Tegernsee sur la docte ignorance. Du jeu de la boule ; tr. Maurice de Gandillac, Paris, O.E.I.L., coll. « Sagesses chrétiennes » no 5, 1985  (ISBN 2-86839-028-5)
- Le Tableau ou la vision de Dieu ; tr. Agnès Minazzoli, Paris, Cerf, coll. « La nuit surveillée », 1986  (ISBN 2-204-02581-X)
- Trois traités sur la docte ignorance et la coïncidence des opposés ; tr. Francis Bertin, Paris, Cerf, coll. « Sagesses chrétiennes », 1991  (ISBN 2-204-04221-8)
- Sermons eckhartiens et dionysiens ; tr. Francis Bertin, Paris, Cerf, coll. « Sagesses chrétiennes », 1998  (ISBN 2-204-05917-X)
- Du Non-Autre. Le guide du penseur ; tr. Hervé Pasqua, Paris, Cerf, coll. « Sagesses chrétiennes », 2002  (ISBN 2-204-06837-3)
- Trialogus de Possest ; tr. P. Caye, D. Larre, P. Magnard, F. Vengeon, Paris, Vrin, 2006  (ISBN 2-7116-1837-4)
- Les Écrits mathématiques ; tr. Jean-Marie Nicolle, Paris, Champion, 2007  (ISBN 978-2-7453-1573-1)
- De la docte ignorance ; tr. Hervé Pasqua, Paris, Payot & Rivages, coll. « Bibliothèque Rivages », 2007  (ISBN 978-2-7436-1746-2)
- La Paix de la foi, suivie de la Lettre à Jean de Ségovie ; tr. Hervé Pasqua, Paris, Téqui, 2008  (ISBN 978-2-7403-1451-7)
- La Filiation de Dieu ; tr. Jean Devriendt, intr. M-A. Vannier, Orbey, Arfuyen, coll. « Les carnets spirituels » no 68, 2009, 106 p.  (ISBN 978-2-845-90130-8)
- La Sagesse selon l'Idiot ; tr. Françoise Coursaget. Intr. et commentaires Roger Bruyeron, Hermann, coll. « Philosophie », 2009  (ISBN 978-2-7056-6890-7)
- Le Traité du béryl, tome I, tr. Maude Corrieras, Paris, Ipagine, 2010  (ISBN 978-2-9533549-2-8)
- De la docte ignorance ; tr. Jean-Claude Lagarrigue, Paris, Cerf, coll. « Sagesses chrétiennes », 2010  (ISBN 978-2-204-09131-2)
- Les Conjectures ; tr. Jean-Michel Counet, Paris, Les Belles Lettres, coll. « Les classiques de l'humanisme » no 33, 2011  (ISBN 978-2-251-34500-0)
- Le Coran tamisé ; tr. Hervé Pasqua, Paris, PUF, coll. « Épiméthée », 2011  (ISBN 978-2-13-058253-3)
- Les Conjectures ; tr. Jocelyne Sfez, Paris, Beauchesne, coll. « Le grenier à sel », 2011  (ISBN 978-2-7010-1592-7)
- Dialogues de l'Idiot. Sur la sagesse et l'esprit ; tr. Hervé Pasqua, Paris, PUF, coll. « Épiméthée », 2011  (ISBN 978-2-13-057970-0)
- Les Opuscules des années 1440-49 (Le Dieu caché; La recherche de Dieu; la filiation de Dieu; le don du Père des lumières; Conjectures des derniers jours; Dialogue sur la genèse) et 1459 (L'Égalité ; le Principe); introduction, traduction et notes de Hervé Pasqua, ICR, Ipagines, Rennes 2011  (ISBN 978-2-9538844-0-1)
- La Sagesse, l'esprit, les expériences de statique selon l'Idiot ; tr. Françoise Coursaget, intr. et commentaires Roger Bruyeron, Hermann, 2012  (ISBN 978-2-7056-8243-9)
- La Docte Ignorance ; tr. Pierre Caye, David Larre, Pierre Magnard et Frédéric Vengeon, Paris, Flammarion, coll. « GF » no 1510, 2013  (ISBN 978-2-08-071276-9)
- Le "pouvoir-est" ; introduction, traduction et notes de Hervé Pasqua, Paris, PUF, coll. "Epiméthée", 2014  (ISBN 978-2-13-062465-3)
- Unité et Réforme. Dix opuscules ecclésiologiques de Nicolas de Cues, tr. Hubert Vallet, Paris, Beauchesne, coll. « Le Grenier à sel », 2015  (ISBN 978-2-7010-1602-3)
- La chasse de la sagesse ; introduction, traduction et notes de Hervé Pasqua, Paris, PUF, coll. "Epiméthée", 2015  (ISBN 978-2-13-062114-0)
- L'icône ou la vision de Dieu ; introduction, traduction et notes de Hervé Pasqua, Paris, PUF, coll. "Epiméthée", 2016  (ISBN 978-2-13-060636-9)
- Le Jeu de la boule, Paris, Cerf, 2019, trad. Hervé Pasqua.